# 2010 ve sportu

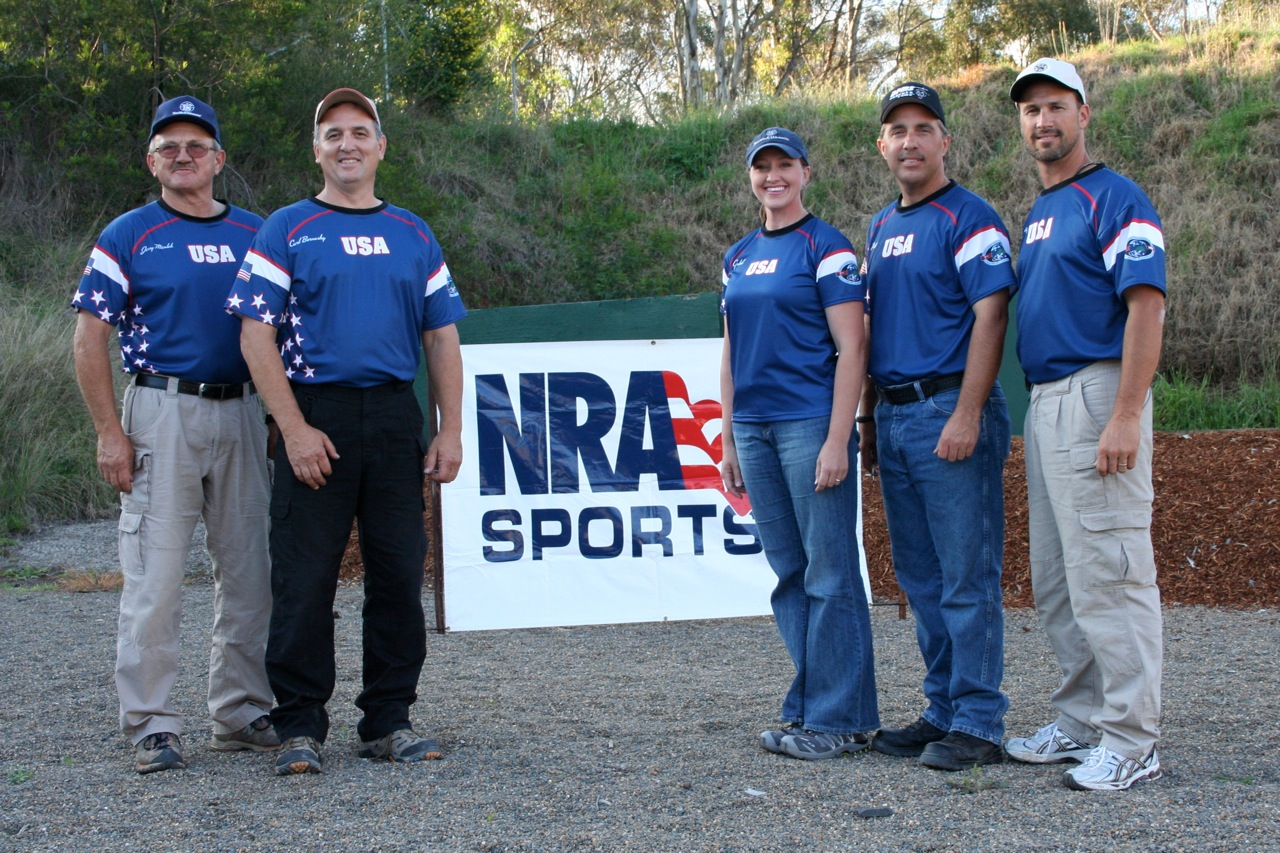
Výhra

Toto je přehled sportovních událostí konaných v roce 2010.

## Sportovní hry
- XXI. Zimní olympijské hry 2010
- X. Zimní paralympijské hry 2010
- I. Letní olympijské hry mládeže 2010

## Atletika
- Halové mistrovství světa v atletice 2010
- Diamantová liga 2010
- Mistrovství světa juniorů v atletice 2010
- Mistrovství Evropy v atletice 2010
- Mistrovství České republiky v atletice 2010
- Halové mistrovství České republiky v atletice 2010
- Mistrovství Litvy v atletice 2010

## Baseball
- Major League Baseball 2010
- Mistrovství Evropy v baseballu 2010
- Česká baseballová extraliga 2010

## Basketbal
- Mattoni NBL 2009/2010
- Mattoni NBL 2010/2011
- Mistrovství světa v basketbalu mužů 2010
- Mistrovství světa v basketbalu žen 2010

## Biatlon
- Mistrovství světa v biatlonu 2010
- Světový pohár v biatlonu 2009/2010
- Světový pohár v biatlonu 2010/2011

## Cyklistika
- Mistrovství světa v silniční cyklistice 2010
- Giro d'Italia 2010
- Tour de France 2010
- Vuelta a España 2010
- Kolem jezera Čching-chaj 2010
- Tour de Pologne 2010

### Cyklokros
- Mistrovství světa v cyklokrosu 2010
- Světový pohár v cyklokrosu 2009/2010
- Mistrovství České republiky v cyklokrosu 2010

## Florbal
- Mistrovství světa ve florbale mužů 2010 –  Finsko
- Mistrovství světa ve florbale žen do 19 let 2010 –  Švédsko
- Euro Floorball Cup 2010 – Muži:  Storvreta IBK, Ženy:  IKSU
- Fortuna extraliga 2009/2010 – Tatran Střešovice
- Česká florbalová extraliga žen 2009/2010 – Herbadent Tigers SJM

## Fotbal

### Svět
- Mistrovství světa ve fotbale 2010
- Mistrovství světa ve fotbale klubů 2010
- Mistrovství světa ve fotbale žen do 20 let 2010
- Mistrovství světa ve fotbale žen do 17 let 2010

#### Evropa
- Mistrovství Evropy ve fotbale hráčů do 19 let 2010
- Mistrovství Evropy ve fotbale hráčů do 17 let 2010

## Házená
- Mistrovství Evropy v házené mužů 2010

## Hokejbal
- Mistrovství světa juniorů v hokejbalu 2010
- Mistrovství světa v hokejbalu U16 2010
- Mistrovství světa v hokejbalu U18 2010

## Inline hokej
- Mistrovství světa v inline hokeji 2010
- Mistrovství světa v inline hokeji mužů FIRS 2010
- Mistrovství světa v inline hokeji žen 2010

## Jezdectví
- Velká pardubická 2010, Josef Váňa je po sedmé vítězem Velké Pardubické

## Judo
- Mistrovství světa v judu 2010
- Mistrovství Evropy v judu 2010

## Kanoistika
- Mistrovství světa ve vodním slalomu 2010

## Krasobruslení
- Mistrovství světa v krasobruslení 2010
- Mistrovství Evropy v krasobruslení 2010

## Lední hokej

### Svět
- Mistrovství světa v ledním hokeji 2010
- Mistrovství světa juniorů v ledním hokeji 2010
- Mistrovství světa v ledním hokeji do 18 let 2010
- Mistrovství světa v ledním hokeji žen do 18 let 2010

## Ledolezení
- Světový pohár v ledolezení 2010
- MČR v drytoolingu 2010

## Lyžování

### Alpské lyžování
- Světový pohár v alpském lyžování 2009/2010
- Světový pohár v alpském lyžování 2010/2011

### Klasické lyžování
- Světový pohár v běhu na lyžích 2009/2010
- Světový pohár v běhu na lyžích 2010/2011
- Světový pohár v severské kombinaci 2009/2010
- Světový pohár v severské kombinaci 2010/2011
- Světový pohár ve skocích na lyžích 2010/2011
- Tour de Ski 2010
- Tour de Ski 2010/2011

## Motoristický sport
- Formule 1 v roce 2010
- Mistrovství světa silničních motocyklů 2010
- Mistrovství světa superbiků 2010
- Mistrovství ČR v rallye 2010

## Plavání
- Mistrovství světa v plavání v krátkém bazénu 2010
- Mistrovství Evropy v plavání v krátkém bazénu 2010
- Mistrovství Evropy v plaveckých sportech 2010
- Mistrovství Evropy juniorů v plavání 2010

## Rychlobruslení
- Mistrovství Asie v rychlobruslení 2010
- Mistrovství Asie v rychlobruslení 2011
- Mistrovství Evropy v rychlobruslení 2010
- Mistrovství Severní Ameriky a Oceánie v rychlobruslení 2010
- Mistrovství světa v rychlobruslení juniorů 2010
- Mistrovství světa v rychlobruslení ve sprintu 2010
- Mistrovství světa v rychlobruslení ve víceboji 2010
- Světový pohár v rychlobruslení 2009/2010
- Světový pohár v rychlobruslení 2010/2011

## Sportovní lezení

### Svět
- Arco Rock Master 2010
- Světový pohár ve sportovním lezení 2010
- Mistrovství světa juniorů ve sportovním lezení 2010

### Kontinenty
- Mistrovství Asie ve sportovním lezení 2010
- Mistrovství Evropy ve sportovním lezení 2010
- Evropský pohár juniorů ve sportovním lezení 2010

### Česko
- MČR v soutěžním lezení 2010

## Šachy
- 2010 v šachu

## Tenis

### Grand Slam
- Australian Open 2010
- Wimbledon 2010

## Veslování
- Mistrovství světa ve veslování 2010

## Volejbal
- Mistrovství světa ve volejbale mužů 2010
- Mistrovství světa ve volejbale žen 2010
- Česká volejbalová extraliga mužů 2009/2010
- Česká volejbalová extraliga mužů 2010/2011
- Česká volejbalová extraliga žen 2009/2010
- Česká volejbalová extraliga žen 2010/2011

## Vzpírání
- Mistrovství světa ve vzpírání 2010
- Mistrovství Evropy ve vzpírání 2010

## Zápas
- Mistrovství světa v zápasu řecko-římském 2010
- Mistrovství světa v zápasu ve volném stylu 2010
- Mistrovství Evropy v zápasu řecko-římském 2010
- Mistrovství Evropy v zápasu ve volném stylu 2010

## Čeští mistři světa pro rok 2010
- Česká hokejová reprezentace